# Francisco Valero y Losa
Francisco Javier Valero y Losa (Villanueva de la Jara, Cuenca, 3 de diciembre de 1664 - Toledo, 23 de abril de 1720) fue un eclesiástico español. Designado obispo de Badajoz el 7 de noviembre de 1707 (ordenado el 6 de mayo de 1708). Fue promovido a arzobispo de la Archidiócesis de Toledo el 19 de febrero de 1715. Ha sido el único arzobispo de Toledo no creado cardenal desde el año 1600 hasta el nombramiento de Braulio Rodríguez Plaza en 2009.

## Biografía
Francisco Javier Valero y Losa nació en la localidad de Villanueva de la Jara (en la actualidad, provincia de Cuenca) el 3 de diciembre de 1664. Hijo legítimo de Felipe Valero y Ana de Losa. Sus padres pertenecían a la baja nobleza rural. Realizó sus estudios elementales en la Casa-Convento que la Compañía de Jesús tenía por entonces en Belmonte. Luego, se trasladará a Alcalá de Henares para proseguir estudios en la Universidad Cisneriana, donde conseguiría los títulos de licenciado en Arte y Filosofía (1683), doctor en Filosofía (1690) y, finalmente, licenciado en Teología (1691). Durante su estancia en Alcalá no consiguió ingresar en el Colegio Mayor de San Ildefonso y tendría que conformarse con estudiar en el Colegio Menor de San Clemente Mártir, también llamado de los Manchegos.
Tras finalizar sus estudios, debió ordenarse sacerdote porque inmediatamente después heredó de un pariente, Francisco del Cañizo, el Curato de su pueblo natal: Villanueva de la Jara. Posiblemente el cura Valero hubiese desarrollado una vida sencilla de cura rural, si no fuera por la llegada de la Guerra de Sucesión a su pueblo en 1706, lo que cambiaría completamente su destino. En agosto de 1706 las tropas del Archiduque Carlos tuvieron que retirarse de Madrid en dirección a Valencia (primera retirada de Madrid), perseguidas de cerca por las tropas borbónicas. El 20 de septiembre de 1706 el ejército austracista, con el Archiduque a la cabeza, se acercó a Villanueva de la Jara con intención de descansar y avituallarse. Sin embargo, los vecinos les cerraron las puertas con el cura a la frente dice el cronista. Se inició un sitio, pero parte de la población, incluido Francisco Valero, conseguiría eludirlo y unirse a las tropas borbónicas que no andaban lejos. Finalmente, las tropas del Archiduque entraron en Villanueva. El cronista dice: tocaron cajas y clarines a degüello y se mandó quemar la villa después de saqueada y muertos sus habitadores. A los cinco días de ocuparla, el ejército austracista abandonó Villanueva y continuó su retirada. Sin embargo, durante varios meses permaneció la guerra en las proximidades de Villanueva, mientras las tropas borbónicas perseguían al Archiduque. Esta campaña acabaría con una importante victoria borbónica en la Batalla de Almansa, en abril de 1707.
Debido a las calamidades sufridas, el concejo de Villanueva decidió enviar una delegación a la corte, encabezada por el cura Valero, para obtener la dispensa de las contribuciones a la Corona. La llegada de la Delegación a Madrid fue muy comentada, haciendo bastante popular en la Corte al cura Valero como defensor de las tropas borbónicas. Es por ello que, a propuesta del rey Felipe V, el nuncio aceptó nombrar a Francisco Valero obispo de Badajoz. La consagración episcopal tuvo lugar en Madrid el 6 de mayo de 1707 en la Iglesia del Colegio Imperial (hoy Colegiata de San Isidro), presidida por el arzobispo de Valencia Antonio Folch de Cardona. Este nombramiento no es ajeno a la política de Felipe V de colocar en las sedes episcopales a clero afín, ya que la mayoría de los obispos encabezados por el cardenal Portocarrero (que sería desterrado de Madrid por ello), tras apoyar inicialmente a Felipe V se habían pasado al partido del Archiduque. De hecho, el consagrante Antonio Folch de Cardona, también se pasaría al partido del Archiduque unos meses después.
En su época en Badajoz mandó fabricar un nuevo Retablo barroco para el Altar Mayor de la Catedral, que todavía se conserva. También fue famoso su enfrentamiento con el Corregidor Spínola por la procesión de Corpus Christi, que por aquella época era más una fiesta popular (incluyendo teatro, bailes y máscaras) que una celebración religiosa. El obispo quería una estricta celebración religiosa y quiso prohibir los elementos populares, a lo que se opuso el Corregidor.
En marzo de 1715 Francisco Valero sería promovido a la Sede Arzobispal de Toledo, que estaba vacante desde el fallecimiento del Cardenal Portocarrero en 1709. En 1710 Antonio Ibáñez de la Riva Herrera había sido designado para ocuparla, pero falleció antes de poder hacerlo. El retraso pudo ser debido a que no se quiso cubrir la vacante mientras no estuviese claro el desenlace de la Guerra de Sucesión. Hizo su entrada en la ciudad de Toledo el 9 de junio de 1715. Durante el tiempo que ocupó la Sede, Francisco Valero continuó su política de espiritualidad estricta y de oposición a las fiestas populares. Fueron famosas sus manifestaciones en contra de los Carnavales de Madrid (que entonces pertenecía a la archidiócesis toledana), y se dice que dio a la procesión de Corpus Christi de Toledo su estructura actual de gran espiritualidad. También hay que destacar su Carta Pastoral de junio de 1717, que es una de las primeras manifestaciones públicas en contra de las Corridas de Toros.
Falleció en Toledo, el 23 de abril de 1720 por complicaciones derivadas de la gota. Está enterrado a los pies de la Capilla de Nuestra Señora de la Estrella, en la Catedral Toledana.